# Панжинський Олександр Едуардович
Олександр Едуардович Панжинський (рос. Александр Эдуардович Панжинский, 16 березня 1989) — російський лижник, призер Олімпійських ігор.
Срібну олімпійську медаль Панжинський виборов на Олімпіаді у Ванкувері в спринті. Він впевнено вигравав всі кваліфікаційні забіги й вів перед у фаналі, однак на останніх сантиметрах дистанції перемогу у нього із рук вирвав товариш зі збірної Росії Микита Крюков. 